# Ткачишин Михайло Володимирович
Миха́йло Володи́мирович Ткачи́шин (1988—2019) — сержант Збройних сил України, учасник російсько-української війни.

## З життєпису
Народився 1988 року в місті Херсон. В 2010-х роках з родиною проживав у Львівській області.
2017-го, після строкової служби, підписав контракт; проходив службу у 184-му навчальному центрі, був інструктором. З квітня 2019 року — в 53-й бригаді; сержант, гранатометник 5-ї роти 2-го механізованого батальйону.
5 вересня 2019 року загинув увечері від кульового поранення в голову ворожим снайпером — під час виконання бойового завдання на позиціях ЗСУ поблизу смт Новгородське, що навпроти окупованої Горлівки.
9 вересня 2019-го похований у Херсоні.
Без Михайла лишилися батьки, дружина та син 2014 р.н.

## Нагороди та вшанування
- Указом Президента України № 290/2020 від 24 липня 2020 року за «особисту мужність і самовіддані дії, виявлені у захисті державного суверенітету та територіальної цілісності України» нагороджений орденом «За мужність» III ступеня (посмертно)[1]